# 4674 Полінг
4674 Полінг (4674 Pauling) — астероїд головного поясу, відкритий 2 травня 1989 року.
Тіссеранів параметр щодо Юпітера — 3,924.